# Perl (Sarre)
Perl é um município da Alemanha localizado no distrito de Merzig-Wadern, estado do Sarre.

## Visão global
Ele está situado na margem direita do rio Mosela, na fronteira com Luxemburgo e França, Aproximadamente 25 km a sudeste da cidade de Luxemburgo. Unidos por uma ponte sobre o rio Moselle com Schengen, em Luxemburgo.

## Geografia
Com os seus 14 distritos (em 11 municípios) Perl está em um Triângulo entre Alemanha França e Luxemburgo nas encostas a direito de cima de Moselle e se estende até acima de Moselgau. Por outro lado, Luxemburgo Mosel encontra-se com as aldeias Schengen e Remich. A comunidade de Perl está no oeste de Mosela, que faz fronteira com Luxemburgo. O ponto mais alto da comunidade situa-se junto à fronteira francesa em Schneeberg (429m acima do nível do mar).